# Константин Михаиловић
Константин Михаиловић (Островица код Новог Брда, 1435 — Пољска, после 1501) српски је писац и јањичар. Познат је као писац дела „Јаничарове успомене” (15. век) у којем европске владаре упознаје са османским тактикама освајања.

## Биографија
Практично једини извор о животу „Константина, сина Михаила Константиновића” је његово дело, које је добрим делом и аутобиографско.
Рођен је 1435. у Островици, градићу у близини напредног рударског града Новог Брда. Имао је двојицу браће, вероватно млађе. Родитеље ниједном не спомиње па се претпоставља да је рано остао без њих, сасвим могуће у покољу који је уследио након пада града под турску власт 1444. године. Могуће је да потиче из породице рудара и да је и сам добио нека знања у овом послу а скоро је сигурно да није био племенитог рода и да није имао никаквог образовања.
Први податак који даје о себи је да је 1453. био у одреду Јакше Брежичића, родоначелника породице Јакшића, одреду који је деспот Ђурађ био обавезан да шаље свом сизерену, турском султану у помоћ. Иако је султан Мехмед најавио поход на Караманију у Малој Азији ускоро се дознало да се иде на Цариград. Српски одред учествовао је, иако преко своје воље, у опсади и заузећу Цариграда. Након овога Михаиловић се вратио у Србију, у Ново Брдо.
Већ следеће године дошао је ред на Србију да искуси намере Мехмеда Освајача. Србија је нападнута а 1455. након дуге опсаде предало се и само Ново Брдо, други по значају град у држави. Султан је наредио да се најугледнији људи погубе, жене је разделио својим војницима а младиће, међу њима и Константина, повео на дуг пут у дубину Царства да их претвори у јаничаре. Током пута Константин је покушао да побегне али је поштеђен уз јемство његове браће да неће више покушавати ништа слично. Доведен је у престоницу Једрене и био на некој нама непознатој дужности одакле је имао увид у дешавања на двору. Пратио је султанове већ од наредне године походе али је вероватно да још увек није начињен јаничарем већ је био при комори или неким другим помоћним трупама.
Године 1456. иде са султановом војску у опсаду Београда, где је гледао велики турски пораз. Могуће је да је захваљујући својим знањима о рударству Михаиловић био на задацима рушења и минирања градских зидина. Од 1458. до 1460. прати османску војску у покоравању Пелопонезаа. Године 1459. је са султаном у походу на Трапезунт, који нам у својој књизи приказује као изузетно тежак. Учествује и у походу против Узун-Хасана, у којем је дошао до Еуфрата.
Сада већ јаничар са искуством, Михаиловић је учествовао у походу против влашког војводе Влада Цепеша у којем се истакао при преласку Дунава и одбрани мостобрана зашта је добио личну слободу (могао је своју имовину после смрти оставити коме хоће, иначе је она припадала султану). Уследили су походи на Митилену и на Албанију где су покорени сви кнезови осим Скендербега. Чини се да Михаиловић у овим дешавањима није присуствовао на бојишту.
У једној посети своме брату који је постао чувар зграде царске благајне случајно је начуо да се у потаји спрема поход на Босну, који краља Стефана Томашевића треба да затекне неспремног. Михаиловић је отишао босанским посланицима који су тада боравили на султановом двору и покушао да их упозори. Подозриви према непознатом јаничару нису му веровали иако их је он уверавао да им то све говори „јер сам ја исто тако хришћанин као и ви”.
Године 1463, султан је кренуо на Босну, брзо освојио Бобовац, Јајце и Кључ (Унско-сански кантон), у којем се граду склонио и сам краљ босански, који је ту и погубљен. Након освојења, Михаиловићу је поверена јединица од 40 јаничара са којима је требало да чува град Звечај на Врбасу. Но, одмах по повлачењу турске војске продре у Босну угарски краљ Матија Корвин који успе да поврати цео северозападни део Босне заједно са Јајцем. Михаиловић и његова посада држали су се добро док након пада Јајца нису стигла појачања а онда су се морали предати. Иако је спроведен у заточеништво и водан кроз градове као заробљеник, Михаиловић ипак тврди да му је било мило што се „вратио из тамнице међу хришћане”. Ипак, због претрпљених понижења којима је био изложен остаће вечно озлојеђен према Угарима.
Претпоставља се да се сужањства спасио уз помоћ Дмитра Јакшића и да је потом некако напустио Угарску и отишао у Пољску. Са одређеном сигурношћу може се тврдити да је у Пољској био од 1468/1469. Пољска ће постати његова нова домовина и у њој ће провести остатак свога живота. Једни даљи податак о његовом животу, а и тај је несигуран, је да је можда био у посланству које је наговарало краља Француске Шарла VIII да покрене поход на Турску. Није познато када је тачно умро.

## Дело
Књигу касније прозвану „Јаничарове успомене” а чији би најприближнији назив (према најстаријем тексту) био „Летопис о турској управи”, Константин Михаиловић писао је негде између 1497—1501. Посветио га је тадашњем краљу Пољске Јану Олбрахту у намери да га осоколи на нове борбе са Турцима. Дело је вероватно врло скоро постало читано и умножавано па су настале и многе грешке и глосе, између осталог је Константин замењен са његовим оцем па се доцније среће као „Михаило Константин(овић)”. 1565. књига је штампана на чешком језику и то као „Турска хроника” (што је постао други назив за дело) те је постала још популарнија. Затим је потонуло у таму векова и било поново објављено тек 1828. године на пољском језику. На српски је његово дело превео 1865. године Јанко Шафарик према чешком издању.
Дело има предговор и 49 поглавља. У главама 1-7 говори о исламу, муслиманским народима, обичајима, обредима. Осма глава говори о турском изврдавању задате речи. У главама 9-14. приказује се турска историја до преласка у Европу. Поглавља 15-17. говоре о српској историји од Милутина до деспота Стефана. Главе 18. и 19. говоре о турским ратовањима на другим странама а затим се од 20. до 24. поново враћа ратовањима Турака у Европи (деспот Ђурађ, Јанош Хуњади). Од 25. главе, у којој почиње историја Мехмеда Освајача, Константин говори и о својој личности и догађајима у којима је учествовао. У глави 34. он бива заробљен у Босни и напушта Турску. Главе 35-39. говоре овлаш о даљој турској историји, а затим се од 40-48. прелази на опис турске војне и административне организације. Последња глава је његово обраћање угарском и пољском краљу да уједине снаге у савезу против Турака.
Његово дело има јасну намену: да покаже и објасни Турке, њихову државу и војску и да обрати пажњу на њихове слабости, које се само из непознавања не искоришћавају. Иако Турке не воли, увек је спреман да истакне предности њихове организације, тактике, војне мудрости. Изузетно га боли што хришћани ратују много међусобно, а не против Турака, који једну за једном покоравају хришћанске државе.
Већина његових причања о историји не потичу из књига и извора, већ из прича и народних предања, тј. онога што је он могао усменим путем дознати. Историјска тачност, уосталом, и није циљ његовог списа — он жели да на примерима подучи.
У свом делу оставио је и мали преглед српске историје. Сећа се краља Дечанског. о којем има само речи пуне хвале. О његовом сину Душану говори као о славољубивом и грешном човеку. Његово највеће поштовање заслужио је кнез Лазар.
„Јаничарове успомене” немају неку велику литерарну вредност. мада се по неким деловима текста може видети да је на аутора знатно утицао десетерачки стих, који, наравно, није могао да заживи у пољском језику. Његов стил није висок или углађен, он покушава само да пренесе поруку, да остави своја сазнања хришћанима. Ипак, на моменте његов живи стил постаје изузетно пластичан и заокупљајући. У поређењима је врло вешт и скоро песнички сликовит. Не треба посебно истицати да је дело највредније као историјски извор.

## Превод на савремени српски језик
- Јаничарове успомене или Турска хроника. Превод и предговор Ђорђе Живановић, Београд, САНУ, 1959;
- исто, Београд, Просвета, 1966;
- исто, Београд, Просвета, СКЗ, 1986, Стара српска књижевност у 24 књиге, књ. 15.